# Charlton, Luân Đôn

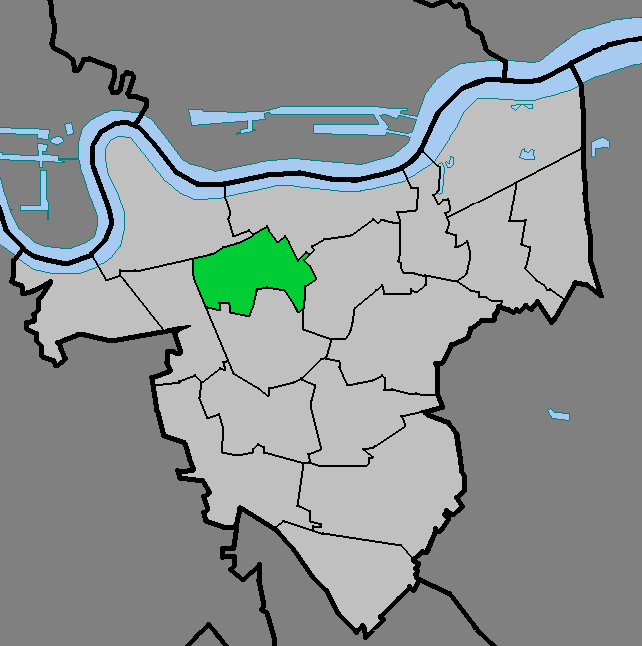
Khu Charlton (màu xanh lá) trong Khu Greenwich của Luân Đôn (xám nhạt)

Charlton là một quận thuộc Nam Luân Đôn, Anh, là một phần của Khu Greenwich của Luân Đôn. Charlton nằm cách 7,2 dặm (11,6 km) về phía đông-đông nam của Charing Cross. Charlton kề Woolwich là một parish có từ lâu đời thuộc hạt Kent, sau này đã trở thành một phần của vùng đô thị Luân Đôn vào năm 1855. Charlon là nơi tọa lạc của câu lạc bộ Charlton Athletic.